# Guttet-Feschel
Guttet-Feschel je obec ve švýcarském kantonu Valais, okrese Leuk. Žije zde 414 obyvatel. Obec vznikla 1. října 2000 sloučením bývalých samostatných obcí Guttet a Feschel.

## Geografie
Obec leží na příkrém severním svahu vysoko nad údolím Rhôny, východně od okresního města Leuk. Nejvyšším bodem obecního katastru je 2997 metrů vysoký Torrenthorn.

## Historie

### Guttet
Guttet byl poprvé zmíněn v dokumentech v roce 1261 jako de gottet a v letech 1715 až 1720 jako Goutet. Horská vesnice na severním svahu údolí Rhôny nedaleko Leuku zahrnuje kromě centrální obce také vesnice Grächmatten a Wiler. Obec patřila k farnosti Leuk; kostel je v listinách poprvé zmiňován již v roce 1520 a v roce 1874 byl přestavěn. Od roku 1822 existovala fara, která byla v roce 1863 povýšena na samostatnou farnost, k níž od počátku do roku 1903 a od roku 1925 patřil i Feschel.

### Feschel
Feschel byl v dokumentech poprvé zmíněn pod jménem Vexli nebo Veselli. Vykopávky, například bronzové artefakty, ukazují, že oblast byla osídlena již od 5. století našeho letopočtu. V roce 1499 je v dokumentu zmíněna kaple svatého Michala, která se od roku 1699 nazývá kaple svatého Antonína. Doloženo je také pastevní právo vesnice Obern-Galm (1580).
Spolupráce mezi obcemi Guttet a Feschel existovala díky společné farnosti již od roku 1925. V roce 1969 došlo ke sloučení hřbitovů a v roce 1972 byla společně založena škola, což znamenalo sdílení důležitých institucí, které ke sloučení významně přispělo.

## Obyvatelstvo
| Rok            | 2000 | 2010 | 2011 | 2012 | 2013 | 2014 | 2015 | 2016 |
| Počet obyvatel | 410  | 444  | 439  | 443  | 432  | 428  | 415  | 421  |

## Doprava
Vedlejší silnice spojují Guttet a Feschel zejména s Leukem. Nejbližší železniční stanice se nachází v Leuku (na Simplonské dráze). Dopravní obslužnost obce zajišťují autobusy Postauto.